# Броварський міськрайонний суд Київської області
Броварськи́й міськрайо́нний суд Ки́ївської о́бласті — колишній місцевий суд загальної юрисдикції, що розміщувався у місті Бровари Київської області. Юрисдикція суду поширювалася на місто Бровари та Броварський район. Указом Президента України від 29 грудня 2017 року Броварський міськрайонний суд Київської області, разом із Славутицьким міським судом Київської області, було реорганізовано у Броварський окружний суд.

## Розміщення
Броварський міськрайонний суд Київської області з лютого 2014 року розміщувався у колишньому приміщенні Броварського військового комісаріату за адресою: вул. Грушевського, 2.
До лютого 2014 року був розміщений за трьома адресами у місті Бровари:
- вул. Героїв Небесної Сотні (тоді - вул. Возз'єднання), 1 (головне приміщення) — у центрі міста поблизу Майдану Свободи;
- бульв. Незалежності, 4А — поблизу МКЦ «Прометей»;
- бульв. Незалежності, 2 — поблизу МКЦ «Прометей».

## Керівництво станом на момент реорганізації
| ПІБ                             | Посада                           |
| ------------------------------- | -------------------------------- |
| Василишин Валерій Олександрович | голова суду                      |
| Овдієнко Любов Петрівна         | керівник апарату суду            |
| Єщенко Олена Іванівна           | заступник керівника апарату суду |

## Судді станом на момент реорганізації
| ПІБ                              | Спеціалізація                                                   |
| -------------------------------- | --------------------------------------------------------------- |
| Василишин Валерій Олександрович  | цивільні та адміністративні справи                              |
| Білик Ганна Олексіївна           | цивільні та адміністративні справи                              |
| Петришин Наталія Миколаївна      | цивільні та адміністративні справи                              |
| Сердинський Володимир Степанович | цивільні та адміністративні справи                              |
| Дутчак Ігор Михайлович           | цивільні та адміністративні справи                              |
| Маценко Наталія Петрівна         | цивільні та адміністративні справи                              |
| Телепенько Анатолій Дмитрович    | цивільні та адміністративні справи                              |
| Шинкар Андрій Олександрович      | цивільні та адміністративні справи                              |
| Радзівіл Аліна Григорівна        | цивільні та адміністративні справи                              |
| Пухна Оксана Миколаївна          | цивільні та адміністративні справи                              |
| Шевчук Микола Петрович           | кримінальні справи та справи про адміністративні правопорушення |
| Батюк Василь Вікторович          | кримінальні справи та справи про адміністративні правопорушення |
| Міхієнкова Тамара Леонідівна     | кримінальні справи та справи про адміністративні правопорушення |
| Пошкурлат Олег Миколайович       | кримінальні справи та справи про адміністративні правопорушення |
| Лопатинська Світлана Петрівна    | кримінальні справи та справи про адміністративні правопорушення |
| Кічинська Олена Федорівна        | кримінальні справи та справи про адміністративні правопорушення |
| Рабець Микола Дмитрович          | кримінальні справи та справи про адміністративні правопорушення |

## Розпорядок роботи
- Пн—Чт: з 08:30 до 17:30;
- Пт: з 08:00 до 15:45.

Перерва: з 13:00 до 13:45.